# Jerónimo Barrales
Jerónimo Barrales (Adrogué, Provincia de Buenos Aires, Argentina; 28 de enero de 1987) es un futbolista argentino. Jugó como delantero y su último equipo fue el Kalamata de Grecia.

## Trayectoria
Estimulado desde pequeño a la práctica del deporte, en un comienzo se dedicó primero al tenis, golf y natación, y luego al rugby, pero a los 11 años se unió a las divisiones inferiores de Banfield, donde comenzó con su carrera como futbolista. En las divisiones inferiores se convirtió en tres oportunidades seguidas en el máximo anotador de su club, lo que lo llevaría a dar el gran salto a Primera División, debutando el 12 de febrero de 2006 en la derrota de su club frente a River Plate, en el Clausura 2006. Diez meses más tarde, marcó su primer gol en primera, en un partido disputado el 10 de diciembre de 2006 contra Belgrano.
Tras su debut no tuvo continuidad hasta la llegada de Juan Manuel Llop como entrenador, con quien alcanzó su mejor nivel y le permitió al equipo lograr un meritorio tercer puesto en el Apertura 2007. Tras la partida de Llop nuevamente quedó en deuda. Para mediados de 2009 fue pedido por el Barcelona de Ecuador que dirigía en ese entonces el mismo Juan Manuel Llop, pero su reencuentro con su extécnico no se dio ya que partió al Recreativo de Huelva, del fútbol español. Allí anotó 5 goles (2 en la liga y 3 en la Copa del Rey) en un total de 34 partidos, jugando únicamente 16 como titular y recibiendo dos tarjetas rojas a lo largo de la temporada 2009-2010. Tras finalizar su préstamo regresó Banfield. A principios de 2011 fichó por el Santiago Wanderers, de Valparaíso, llevado otra vez por Juan Manuel Llop. En un total juego 19 partidos, marcó 5 goles (4 por la Liga Local y 1 por la Copa Chile).
Luego de su paso por el conjunto chileno, se incorporó a Unión, equipo recién ascendido a la Primera División de Argentina. Después de tener buenos partidos, pero sin lograr convertir, lo logró en la fecha 9 contra el club que lo vio nacer futbolísticamente. Una vez terminado su contrato con Unión, en 2012 pasó a préstamo por 1 año a Huracán, por entonces en la Primera B Nacional, donde se convirtió en figura y máximo goleador del equipo con 12 goles. Este gran rendimiento le permitió volver al fútbol europeo, donde se desempeñó en el Asteras Trípoli, de la Superliga de Grecia. De allí pasó al Sivasspor, de Turquía, hasta que, a fines de agosto de 2016, regresó a Huracán, donde rescindiría su contrato en 2017.
En junio de 2025, anunció el retiro de la actividad profesional en el conjunto de Kalamata de Grecia. 

## Estadísticas
- Actualizado al 4 de mayo de 2025

| Club                       | Div.                | Temporada           | Liga | Liga | Copa Nacional | Copa Nacional | Copa Internacional | Copa Internacional | Total | Total |
| Club                       | Div.                | Temporada           | PJ   | G    | PJ            | G             | PJ                 | G                  | PJ    | G     |
| -------------------------- | ------------------- | ------------------- | ---- | ---- | ------------- | ------------- | ------------------ | ------------------ | ----- | ----- |
| Banfield Argentina         |                     |                     |      |      |               |               |                    |                    |       |       |
| 1.ª                        | 2005/06             | 2                   | 0    | -    | -             | -             | -                  | 2                  | 0     |       |
| 1.ª                        | 2006/07             | 9                   | 1    | -    | -             | -             | -                  | 9                  | 1     |       |
| 1.ª                        | 2007/08             | 30                  | 8    | -    | -             | -             | -                  | 30                 | 8     |       |
| 1.ª                        | 2008/09             | 21                  | 2    | -    | -             | -             | -                  | 21                 | 2     |       |
| 1.ª                        | 2010/11             | 14                  | 0    | -    | -             | 0             | 0                  | 14                 | 0     |       |
| Total                      | Total               | 76                  | 11   | -    | -             | 0             | 0                  | 76                 | 11    |       |
| Recreativo · España        |                     |                     |      |      |               |               |                    |                    |       |       |
| 2.ª                        | 2009/10             | 29                  | 2    | 4    | 2             | -             | -                  | 33                 | 4     |       |
| Total                      | Total               | 29                  | 2    | 4    | 2             | -             | -                  | 33                 | 4     |       |
| Santiago Wanderers · Chile |                     |                     |      |      |               |               |                    |                    |       |       |
| 1.ª                        | 2011                | 14                  | 4    | 5    | 1             | -             | -                  | 19                 | 5     |       |
| Total                      | Total               | 14                  | 4    | 5    | 1             | -             | -                  | 19                 | 5     |       |
| Unión Argentina            |                     |                     |      |      |               |               |                    |                    |       |       |
| 1.ª                        | 2011/12             | 27                  | 2    | 0    | 0             | -             | -                  | 27                 | 2     |       |
| Total                      | Total               | 27                  | 2    | 0    | 0             | -             | -                  | 27                 | 2     |       |
| Huracán Argentina          |                     |                     |      |      |               |               |                    |                    |       |       |
| 2.ª                        | 2012/13             | 32                  | 12   | 2    | 0             | -             | -                  | 34                 | 12    |       |
| 1.ª                        | 2016/17             | 9                   | 0    | -    | -             | -             | -                  | 9                  | 0     |       |
| Total                      | Total               | 41                  | 12   | 2    | 0             | -             | -                  | 43                 | 12    |       |
| Asteras Trípoli · Grecia   |                     |                     |      |      |               |               |                    |                    |       |       |
| 1.ª                        | 2013/14             | 32                  | 8    | 3    | 0             | 2             | 0                  | 37                 | 8     |       |
| 1.ª                        | 2014/15             | 32                  | 17   | 4    | 1             | 9             | 3                  | 45                 | 21    |       |
| 1.ª                        | 2019/20             | 24                  | 11   | 2    | 0             | -             | -                  | 26                 | 11    |       |
| 1.ª                        | 2020/21             | 29                  | 11   | 1    | 0             | -             | -                  | 30                 | 11    |       |
| 1.ª                        | 2021/22             | 27                  | 6    | 1    | 0             | -             | -                  | 28                 | 6     |       |
| 1.ª                        | 2022/23             | 28                  | 2    | 1    | 0             | -             | -                  | 29                 | 2     |       |
| Total                      | Total               | 172                 | 55   | 12   | 1             | 11            | 3                  | 195                | 59    |       |
| Sivasspor Turquía          |                     |                     |      |      |               |               |                    |                    |       |       |
| 1.ª                        | 2015/16             | 6                   | 0    | -    | -             | -             | -                  | 6                  | 0     |       |
| 2.ª                        | 2016/17             | 1                   | 0    | -    | -             | -             | -                  | 1                  | 0     |       |
| Total                      | Total               | 7                   | 0    | -    | -             | -             | -                  | 7                  | 0     |       |
| Johor Malasia              |                     |                     |      |      |               |               |                    |                    |       |       |
| 1.ª                        | 2017                | 2                   | 0    | -    | -             | 1             | 0                  | 3                  | 0     |       |
| Total                      | Total               | 2                   | 0    | -    | -             | 1             | 0                  | 3                  | 0     |       |
| Gimnasia (LP) Argentina    |                     |                     |      |      |               |               |                    |                    |       |       |
| 1.ª                        | 2017/18             | 8                   | 0    | 0    | 0             | -             | -                  | 8                  | 0     |       |
| Total                      | Total               | 8                   | 0    | 0    | 0             | -             | -                  | 8                  | 0     |       |
| Lamia · Grecia             |                     |                     |      |      |               |               |                    |                    |       |       |
| 1.ª                        | 2018/19             | 26                  | 9    | 4    | 2             | -             | -                  | 30                 | 11    |       |
| Total                      | Total               | 26                  | 9    | 4    | 2             | -             | -                  | 30                 | 11    |       |
| Kalamata · Grecia          |                     |                     |      |      |               |               |                    |                    |       |       |
| 2.ª                        | 2023/24             | 24                  | 7    | 0    | 0             | -             | -                  | 24                 | 7     |       |
| 2.ª                        | 2024/25             | 15                  | 2    | 1    | 0             | -             | -                  | 16                 | 2     |       |
| Total                      | Total               | 39                  | 9    | 1    | 0             | -             | -                  | 40                 | 9     |       |
| Total en su carrera        | Total en su carrera | Total en su carrera | 440  | 104  | 28            | 6             | 12                 | 3                  | 480   | 113   |